# Alphen en Riel
Alphen en Riel is een voormalige gemeente in de provincie Noord-Brabant. De gemeente is bij keizerlijk decreet van Napoleon van 8 november 1810 ontstaan door samenvoeging van de dorpen Alphen en Riel. Tot die tijd had Alphen een eigen schepenbank waartoe ook Chaam behoorde. Bij de oprichting van Alphen en Riel werd Chaam losgemaakt van Alphen. Riel behoorde tot de samenvoeging bij de schepenbank Hilvarenbeek.
De gemeente is in 1997 opgeheven. Het grootste deel, met het dorp Alphen, maakt sindsdien deel uit van de gemeente Alphen-Chaam. Het overige deel, met het dorp Riel, is bij de gemeente Goirle gevoegd.

## Externe links

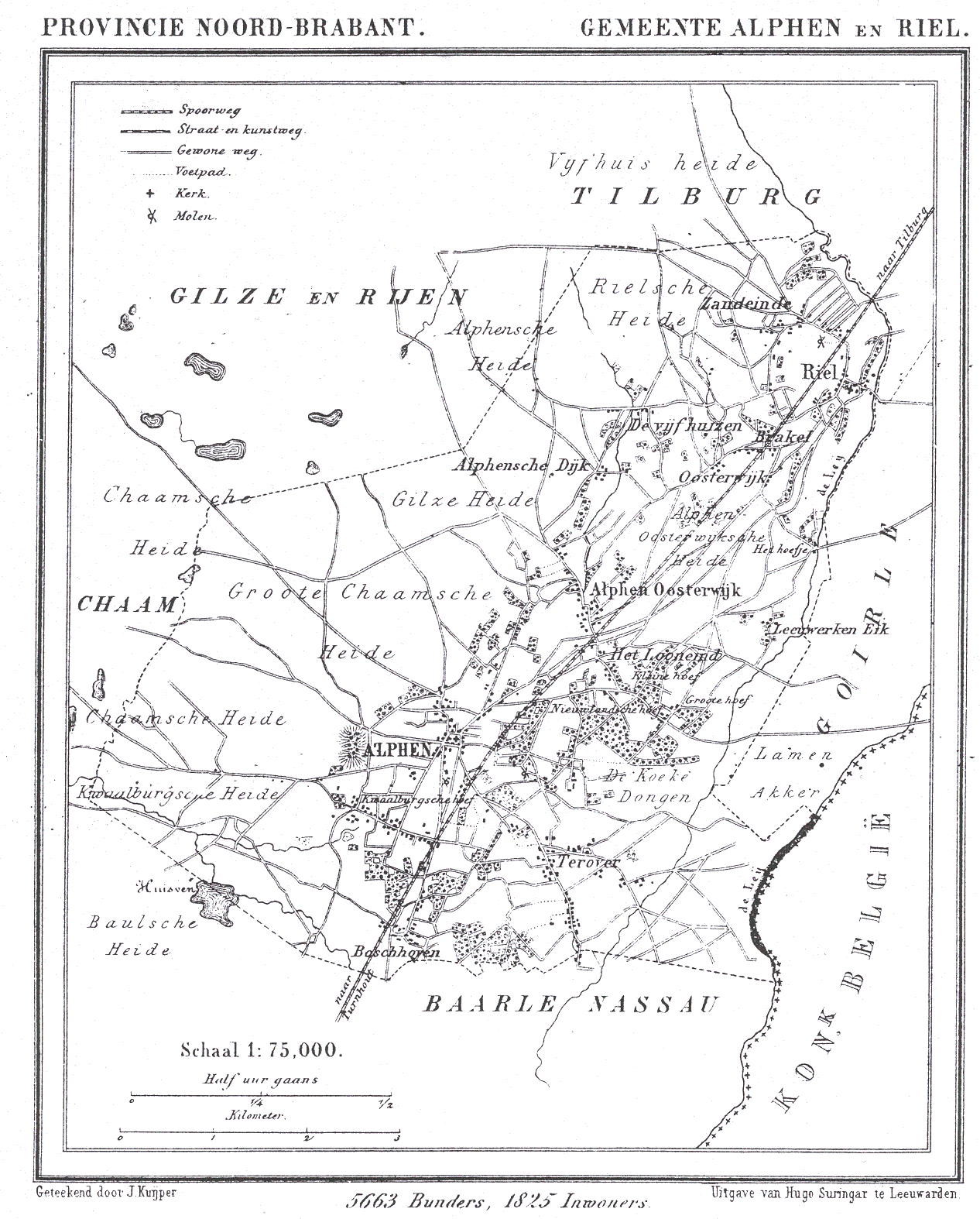
Alphen en Riel in 1868